# Hani Mohamed
Hani Mohamed es un deportista egipcio que compitió en atletismo adaptado. Ganó dos medallas de oro en los Juegos Paralímpicos de Barcelona 1992.

## Palmarés internacional
| Juegos Paralímpicos | Juegos Paralímpicos | Juegos Paralímpicos | Juegos Paralímpicos |
| Año                 | Lugar               | Medalla             | Prueba              |
| ------------------- | ------------------- | ------------------- | ------------------- |
| 1992                | Barcelona (España)  | Medalla de oro      | Disco THW7          |
| 1992                | Barcelona (España)  | Medalla de oro      | Peso THW7           |